# Championnat de Zambie de football 2018
Navigation
Saison précédente Saison suivante
La saison 2018 du Championnat de Zambie de football est la cinquante-troisième édition de la première division en Zambie. Les vingt meilleures équipes du pays sont regroupées au sein d'une poule unique où elles s'affrontent deux fois, à domicile et à l'extérieur. En fin de saison, les quatre derniers du classement sont relégués et remplacés par les deux premiers de chacune des deux groupes géographiques de Zambian Second Division, la deuxième division zambienne.
C'est le club de ZESCO United FC qui remporte le championnat cette saison après avoir terminé en tête du classement. C'est le septième titre de champion de Zambie de l'histoire du club.

## Les clubs participants
- Kabwe Warriors FC
- Power Dynamos FC
- Nchanga Rangers FC
- Nkwazi FC
- Green Buffaloes FC
- Green Eagles FC
- Nkana FC
- Lusaka Dynamos FC
- Red Arrows FC
- Zanaco FC
- ZESCO United FC
- Lumwana Radiants Football Club
- NAPSA Stars Lusaka
- Nakambala Leopards FC
- Forest Rangers FC
- Kitwe United - Promu de Second Division
- National Assembly FC - Promu de Second Division
- New Monze Swallows - Promu de Second Division
- Kabwe Youth Academy FC - Promu de Second Division
- Buildcon Ndola

## Compétition
Le barème de points servant à établir le classement se décompose ainsi :
- Victoire : 3 points
- Match nul : 1 point
- Défaite : 0 point

### Classement
| Rang | Équipe                         | Pts | J  | G  | N  | P  | Bp | Bc | Diff |
| ---- | ------------------------------ | --- | -- | -- | -- | -- | -- | -- | ---- |
| 1    | ZESCO United FCT               | 80  | 38 | 24 | 8  | 6  | 53 | 22 | +31  |
| 2    | Nkana FCC                      | 76  | 38 | 22 | 10 | 6  | 66 | 27 | +39  |
| 3    | Green Buffaloes FC             | 74  | 38 | 21 | 11 | 6  | 39 | 19 | +20  |
| 4    | Green Eagles FC                | 71  | 38 | 20 | 11 | 7  | 52 | 29 | +23  |
| 5    | Zanaco FC                      | 67  | 38 | 21 | 4  | 13 | 53 | 40 | +13  |
| 6    | Power Dynamos FC               | 62  | 38 | 17 | 11 | 10 | 48 | 33 | +15  |
| 7    | Kabwe Warriors FC              | 58  | 38 | 15 | 13 | 10 | 31 | 27 | +4   |
| 8    | Buildcon Ndola                 | 56  | 38 | 16 | 8  | 14 | 44 | 37 | +7   |
| 9    | Red Arrows FC                  | 53  | 38 | 13 | 14 | 11 | 34 | 31 | +3   |
| 10   | Nkwazi FC                      | 51  | 38 | 12 | 15 | 11 | 31 | 29 | +2   |
| 11   | Lusaka Dynamos FC              | 51  | 38 | 15 | 6  | 17 | 47 | 48 | -1   |
| 12   | Forest Rangers FC              | 51  | 38 | 14 | 9  | 15 | 38 | 39 | -1   |
| 13   | Kitwe UnitedP                  | 46  | 38 | 11 | 13 | 14 | 36 | 37 | -1   |
| 14   | NAPSA Stars Lusaka             | 45  | 38 | 10 | 15 | 13 | 29 | 30 | -1   |
| 15   | Nakambala Leopards FC          | 43  | 38 | 12 | 7  | 19 | 18 | 32 | -14  |
| 16   | Lumwana Radiants Football Club | 41  | 38 | 9  | 14 | 15 | 24 | 40 | -16  |
| 17   | National Assembly FCP          | 39  | 38 | 9  | 12 | 17 | 38 | 55 | -17  |
| 18   | Kabwe Youth Academy FCP        | 27  | 38 | 5  | 12 | 21 | 28 | 59 | -31  |
| 19   | Nchanga Rangers FC             | 26  | 38 | 6  | 8  | 24 | 16 | 47 | -31  |
| 20   | New Monze SwallowsP            | 18  | 38 | 3  | 9  | 26 | 16 | 60 | -44  |

|  | Qualification pour la Ligue des champions de la CAF 2019                             |
|  | Qualification pour la Coupe de la confédération 2018-2019                            |
|  | Relégation directe en Second Division                                                |
|  | T : Tenant du titre C : Vainqueur de la Coupe de Zambie P : Promu de Second Division |

## Bilan de la saison
| Championnat de Zambie de football 2018      |                                  |
| Champion                                    | ZESCO United FC (7e titre)       |
| Coupes et trophées                          |                                  |
| Vainqueur de la Coupe de Zambie 2018        | Nkana FC                         |
| Qualifications continentales                |                                  |
| Ligue des champions de la CAF 2019          | ZESCO United FC                  |
| Ligue des champions de la CAF 2019          | Nkana FC                         |
| Coupe de la confédération 2018-2019         | Green Eagles FC                  |
| Coupe de la confédération 2018-2019         | Green Buffaloes FC               |
| Promotions et relégations                   |                                  |
| Promus en Championnat de Zambie de football | Circuit City                     |
| Promus en Championnat de Zambie de football | Mufulira Wanderers Football Club |
| Promus en Championnat de Zambie de football | Maestro United Zambia            |
| Promus en Championnat de Zambie de football | Prison Leopards                  |
| Relégués en Division One                    | National Assembly FC             |
| Relégués en Division One                    | Kabwe Youth Academy FC           |
| Relégués en Division One                    | Nchanga Rangers FC               |
| Relégués en Division One                    | New Monze Swallows               |